# Wieren
Wieren – dzielnica gminy Wrestedt w Niemczech, w kraju związkowym Dolna Saksonia, w powiecie Uelzen, w gminie zbiorowej Aue.
Do 31 października 2011 była to gmina wchodząca w skład gminy zbiorowej Wrestedt.